# Кјеза деј Пагани (Беневенто)
Кјеза деј Пагани је насеље у Италији у округу Беневенто, региону Кампанија.
Према процени из 2011. у насељу је живело 121 становника. Насеље се налази на надморској висини од 97 м.